# Toxodera monstrosa
Toxodera monstrosa es una especie de mantis de la familia Toxoderidae.

## Distribución geográfica
Se encuentra en Borneo, Sumatra y la isla de Nias.